# Friedrich Heimburg
Friedrich Heimburg (* 8. Juli 1831 in Rodheim vor der Höhe; † 16. Januar 1882 in Worms) war ein deutscher Jurist und von 1874 bis 1882 Bürgermeister der Stadt Worms.

## Privates
Heimburg wurde 1831 in dem in der Wetterau gelegenen Dorf Rodheim als Sohn des Forstbeamten Ludwig Christian Heimburg und dessen Frau Caroline Wiehl geboren. Sein Vater wurde, entsprechend der damals gängigen Praxis, mehrfach versetzt, sodass er mit seiner Familie mehrfach umziehen musste. Die Familie zog unter anderem nach Oberhessen, in den Odenwald und nach Mainz, wo sich erstmals eine gewisse Sesshaftigkeit einstellte. Dort besuchte Friedrich Heimburg das Gymnasium und legte auch sein Abitur in Mainz ab. 1858 heiratete er Alexandrine Johanette Luise Mylius, die Tochter des Landrichters Carl Mylius.

## Beruflicher Werdegang
Im Anschluss an sein Abitur begann Heimburg eine kaufmännische Lehre, da er kurzzeitig für diese Branche Interesse zeigte. Die Ausbildung brach Heimburg jedoch kurz nach ihrem Beginn wieder ab, da zwischenzeitlich sein Interesse für Jura geweckt wurde. So begann er ein Jurastudium in Gießen, welches er in der Universitätsstadt Heidelberg fortsetzte. Sein erstes Examen legte Heimburg wiederum in Gießen ab, seine juristische Staatsprüfung erfolgte in Darmstadt. Im Anschluss daran war er 1854 als Gehilfe in einem Notariat in Mainz angestellt, in Worms bis 1861 als Notar in Pfeddersheim tätig. Bereits zwei Jahre früher, ab 1859, war Heimburg Sekretär der Handelskammer. Ab 1870 war Heimburg als Ergänzungsrichter in Pfeddersheim tätig.

## Amtszeit als Bürgermeister von Worms
Im Jahr 1874 musste entsprechend der damals geltenden Städteordnung ein hauptamtlicher Verwaltungsbeamter an die Stadtspitze treten. Die Stadtverordnetenversammlung wählte Friedrich Heimburg am 17. September 1874 zum Bürgermeister der Stadt Worms. Eine landesherrliche Bestätigung erfolgte am 16. Oktober desselben Jahres.
Mit dem evangelisch getauften Heimburg begann damit die Reihe der protestantischen und nationalliberalen Wormser Bürgermeister.
Heimburg gelang es schnell, im Gemeinderat und bei den Bürgern geschätzt zu werden. In der Folge kam es zu einem gewissen Aufruhr sowohl in der Bevölkerung als auch im Rat, als im Jahr 1877 bekannt wurde, dass Heimburg ein lukratives Angebot von anderer Stelle, bei zudem verbessertem Gehalt erhielt. In einer eilig zusammenberufenen Sitzung der Stadtverordneten wurde eine Stellungnahme verfasst und von allen anwesenden Ratsmitgliedern unterschrieben in der zum Ausdruck gebracht wurde, dass Heimburg unter allen Umständen sein Bürgermeisteramt in Worms fortführen müsse. Gemeinsam wurde der Beschluss gefasst, dass dies nicht an finanziellen Dingen scheitern soll: Es wurde beschlossen, Heimburgs Gehalt ab sofort auf 8000 Mark zu erhöhen, um damit alle rivalisierenden Angebote um seine Person aus dem Felde zu schlagen. Diese Summe war für damalige Verhältnisse sehr hoch angesiedelt. In der Folge entschied sich Heimburg dazu, in Worms zu bleiben. Des Weiteren vertrat Heimburg ab dem Jahr 1880 gemeinsam mit seinen Beigeordneten, dem Rittmeister Max Heyl und Kommerzienrat Johann Baptist Doerr, die Interessen der Stadt Worms im Kreistag.
Heimburgs Wirken als Bürgermeister der Stadt Worms ist im Besonderen geprägt durch eine Neuorganisierung der Stadtverwaltung. Eine Erhöhung des Personalbestandes stimmte er nur in gemäßigtem Umfang zu, dennoch gelang es ihm, dass ab 1880 eine aus städtischen Bediensteten gebildete Schutzmannschaft zur Verfügung stand. Heimburg gelang es, die Verwaltung in dem veralteten und nicht genug Raum bietenden Gebäude in der Hagenstraße fast vollständig neu zu organisieren. Des Weiteren setzte sich Heimburg für eine Verbesserung der Armenpflege ein. Dazu gründete er den „Verein gegen Armut und Bettelei“.
Im Jahr 1881 hielt Heimburg eine Rede in der Stadtverordnetenversammlung, in der er betonte und zusammenfasste, was die dringendsten zur Erledigung anstehenden Aufgaben der Verwaltung seien. Heimburg führte den der Stadt Worms am Rhein dringend benötigten Hochwasserschutz an und die damit verbundene Vergrößerung des Wormser Hafens, welcher ihm als zu gering erschien. Des Weiteren sprach er an, dass der Abwasserkanal im gesamten Wormser Stadtgebiet dringend erweitert werden müsse, die Schulhausbauten vorangetrieben werden müssen und der Spitalbau dringend mehr Aufmerksamkeit braucht. Hintergrund dieser Forderungen war zum einen, dass sich bereits seit den 1860er Jahren vermehrt Schiffskapitäne verweigert hatten, im viel zu kleinen und überfüllten Wormser Hafen anzulegen. Ein weiterer Hintergrund seiner vehement geforderten Änderung war, dass es bereits ein Jahr zuvor, 1880, zwei schwere Hochwasser die Stadt Worms in Bedrängnis brachten, als die wenigen, noch dazu nicht geeigneten Dämme brachen und die Stadt teilweise überflutet wurde. Der Kanalbau musste dringend ertüchtigt werden, da sich gezeigt hatte, dass die vorhandenen Entwässerungsanlagen den stattgefundenen Naturgewalten nicht standhielten.
Heimburgs Interesse galt auch der Wormser Stadtgeschichte; so war er Gründungsmitglied des Altertumsvereins und dessen erster Vorsitzender. Auch von Krankheit gezeichnet, ließ er es sich nicht nehmen, die Eröffnungsfeier des Paulusmuseums zu leiten.

## Tod
Als Friedrich Heimburg 1882 in Worms starb, zählte die Wormser Stadtverwaltung 60 Bedienstete, wovon 23 der Schutzmannschaft angehörten. Die finanzielle Abhängigkeit der Stadt ist zwar in Heimburgs Amtszeit stark angestiegen, jedoch wurde ihm dies weder zu Lebzeiten noch posthum zum Vorwurf gemacht. Vielmehr hieß es in einem Nachruf der Wormser Zeitung in der Ausgabe vom 19. Februar 1882 lobend, dass Heimburg „der in früheren Zeiten begangene Fehler einer am unrechten Orte und zur unrechten Zeit angebrachten Sparsamkeit, die sich später doppelt rächte, vermieden habe“. Heimburg wurde auf dem Rheingewannfriedhof beigesetzt, der sich auf der Ostseite der Mainzer Straße kurz vor der nördlichen Stadtgemarkungsgrenze befand. Als das Friedhofsgelände in der Mitte des 20. Jahrhunderts aufgelassen wurde, um einen Industriestandort zu eröffnen, ging seine Grabstätte verloren.